# S-Klasse (2013)
Die S-Klasse (nach dem Typschiff auch als Shansi-Klasse bezeichnet) ist eine Klasse von acht Mehrzweckschiffen der Reederei Swire Shipping in Singapur.

## Geschichte
Die Schiffe wurden auf der chinesischen Werft Zhejiang Ouhua Shipbuilding für die China Navigation Company gebaut und zwischen 2013 und 2014 in Dienst gestellt. Die Schiffe verkehren im Liniendienst von Swire Shipping zwischen Asien und Australien, Neuseeland und Ozeanien.
Der Entwurf des Schiffstyps (Typ MPV 31) stammte von Neptun Ship Design in Rostock.

## Beschreibung
Die Schiffe werden von einem Zweitakt-Sechszylinder-Dieselmotor des Typs Wärtsilä 6RT-flex 58T-D mit 13.560 kW Leistung angetrieben. Der Motor wirkt auf einen Festpropeller mit Propellerdüse („Mewis Duct“). Die Schiffe sind mit einem Bugstrahlruder mit 1200 kW Leistung ausgestattet. Für die Stromerzeugung stehen vier von MAN-Dieselmotoren des Typs 7L23/30H mit jeweils 1.120 kW Leistung angetriebene Generatoren mit 1.322 kVA Scheinleistung zur Verfügung. Weiterhin wurde ein von einem Dieselmotor mit 180 kW Leistung angetriebener Notgenerator mit 225 kVA Scheinleistung verbaut. Die Abwärme der Motoren wird für die Beheizung der Schweröltanks sowie der Separatoren verwendet.
Die Schiffe verfügen über fünf Laderäume. Die Laderäume 1, 2 und 5 sind mit Cellguides für den Transport von Containern ausgerüstet. Sie sind mit Pontonlukendeckeln verschlossen. Die Laderäume 3 und 4 sind für den Transport von Stück- und Massengütern vorgesehen und verfügen über keine Cellguides. In den Laderäumen 3 und 4 können Zwischendecks eingehängt werden. Die Laderäume sind mit Faltlukendeckeln verschlossen. Die Tankdecke kann in Laderaum 1 mit 14 t/m² und in den Laderäumen 2 bis 5 mit 24 t/m² belastet werden. Die Zwischendecks können mit 5 t/m², die Lukendeckel mit 3,5 t/m² belastet werden. Die Kapazität der Laderäume beträgt 44.000 m³.
Die Schiffe sind mit vier elektrisch betriebenen Kranen ausgestattet, die jeweils 60 t bzw. kombiniert 120 t heben können. Die Krane befinden sich mittschiffs zwischen den Luken.
Die Containerkapazität der Schiffe beträgt 2.118 TEU. Davon können 916 TEU in den Laderäumen und 1.202 TEU an Deck befördert werden. Bei homogener Beladung mit 14 t schweren Containern können 1.407 TEU geladen werden. In den Laderäumen können sechs Lagen, in Laderaum 1 können im vorderen Bereich sechs und im hinteren Bereich sieben Container übereinander geladen werden. Auf den Lukendeckeln können bis zu sechs Lagen und auf den Stellplätzen direkt vor den Decksaufbauten sieben Lagen übereinander geladen werden. In den Laderäumen finden neun Container nebeneinander Platz. Laderaum 1 und 2 verjüngen sich, so dass hier weniger Container nebeneinander Platz finden. An Deck können bis zu elf Container nebeneinander geladen werden. In den Räumen und auf den Lukendeckeln können jeweils vier 20-Fuß-Container hintereinander geladen werden. Weitere zwei 20-Fuß-Container hintereinander finden an Deck direkt vor den Decksaufbauten Platz. An Deck sind Anschlüsse für 147 Kühlcontainer vorhanden.
Auf der Back ist ein Wellenbrecher zum Schutz vor überkommendem Wasser angebracht.
Die Decksaufbauten befinden sich im hinteren Bereich der Schiffe. Hier können 36 Personen untergebracht werden. Am Heck befindet sich ein Freifallrettungsboot.
Die Reichweite der Schiffe beträgt rund 15.000 Seemeilen.

## Schiffe
| S-Klasse  | S-Klasse    | S-Klasse    | S-Klasse                          | S-Klasse                                                 |
| Bauname   | Bau- nummer | IMO- Nummer | Kiellegung Ablieferung            | Spätere Namen und Verbleib                               |
| --------- | ----------- | ----------- | --------------------------------- | -------------------------------------------------------- |
| Shansi    | 637         | 9614476     | 8. Oktober 2012 3. April 2013     | 2021: Samoa Chief                                        |
| Shantung  | 638         | 9614488     | 14. November 2012 19. Mai 2013    | 2018: Carpenters Sirius, 2021: Shantung, Port Vila Chief |
| Shaoshing | 639         | 9614490     | 28. Januar 2013 16. Juli 2013     | 2021: Tonga Chief                                        |
| Shengking | 640         | 9614505     | 20. März 2013 9. September 2013   | 2021: Kiribati Chief                                     |
| Shuntien  | 641         | 9614517     | 22. Mai 2013 21. November 2013    | 2021: Majuro Chief                                       |
| Siangtan  | 642         | 9614529     | 15. Juli 2013 23. Dezember 2013   | 2023: Apia Chief                                         |
| Soochow   | 643         | 9614531     | 6. September 2013 16. Januar 2014 | 2021: Noumea Chief                                       |
| Szechuen  | 644         | 9614543     | 16. Oktober 2013 28. März 2014    | 2021: Vanuatu Chief                                      |

Die Schiffe fahren unter der Flagge Singapurs.